# 1935-ös Giro d’Italia
Az 1935-ös Giro d’Italia volt az olasz körverseny huszonharmadik kiírása. A verseny május 18-án kezdődött és július 9-én ért véget. Ezen a versenyen indult utoljára a korszak egyik legkiemelkedőbb versenyzője, Alfred Binda, valamint először a következő korszakos egyéniség Gino Bartali, utóbbi rögtön első nekifutásra megnyerte a hegyi összetettet.

## Szakaszok
| #        | Időpont   | Útvonal                           | Km   | Szakaszgyőztes      | Összetettben élen álló |
| -------- | --------- | --------------------------------- | ---- | ------------------- | ---------------------- |
| 1        | május 18. | Milánó-Cremona                    | 165  | Vasco Bergamaschi   | Vasco Bergamaschi      |
| 2        | május 19. | Cremona-Mantua                    | 175  | Domenico Piemontesi | Domenico Piemontesi    |
| 3        | május 20. | Mantua-Rovigo                     | 162  | Learco Guerra       | Domenico Piemontesi    |
| 4        | május 21. | Rovigo-Cesenatico                 | 140  | Learco Guerra       | Walter Fantini         |
| 5        | május 22. | Cesena-Riccione (egyéni időfutam) | 35   | Giuseppe Olmo       | Giuseppe Olmo          |
| 6        | május 22. | Riccione-Portocivitanova          | 136  | Antonio Folco       | Giuseppe Olmo          |
| 7        | május 24. | Porto Civitanova-L’Aquila         | 171  | Gino Bartali        | Vasco Bergamaschi      |
| 8        | május 25. | L’Aquila-Lanciano                 | 146  | Learco Guerra       | Vasco Bergamaschi      |
| 9        | május 26. | Lanciano-Bari                     | 308  | Learco Guerra       | Vasco Bergamaschi      |
| 10       | május 28. | Bari-Nápoly                       | 333  | Raffaele Di Paco    | Vasco Bergamaschi      |
| 11       | május 30. | Nápoly-Róma                       | 250  | Learco Guerra       | Vasco Bergamaschi      |
| 12       | május 31. | Róma-Firenze                      | 317  | Vasco Bergamaschi   | Vasco Bergamaschi      |
| 13       | június 2. | Firenze-Montecatini Terme         | 134  | Giuseppe Olmo       | Vasco Bergamaschi      |
| 14       | június 3. | Montecatini Terme-Lucca           | 99   | René Debenne        | Vasco Bergamaschi      |
| 15       | június 3. | Lucca-Viareggio (egyéni időfutam) | 55   | Maurice Archambaud  | Vasco Bergamaschi      |
| 16       | június 4. | Viareggio-Genova                  | 172  | Raffaele Di Paco    | Vasco Bergamaschi      |
| 17       | június 6. | Genova-Cuneo                      | 148  | Giuseppe Olmo       | Vasco Bergamaschi      |
| 18       | június 7. | Cuneo-Asti                        | 91   | Giuseppe Olmo       | Vasco Bergamaschi      |
| 19       | június 8. | Asti-Torino                       | 250  | Raffaele Di Paco    | Vasco Bergamaschi      |
| 20       | június 9. | Torino-Milánó                     | 290  | Raffaele Di Paco    | Vasco Bergamaschi      |
| Összesen | Összesen  | Összesen                          | 3577 |                     |                        |

## Az összetett végeredménye
| #  | Versenyző          | Ország        | Idő         |
| -- | ------------------ | ------------- | ----------- |
| 1  | Vasco Bergamaschi  | Olaszország   | 113h 22' 46 |
| 2  | Giuseppe Martano   | Olaszország   | + 3' 07     |
| 3  | Giuseppe Olmo      | Olaszország   | + 6' 12     |
| 4  | Learco Guerra      | Olaszország   | + 7' 22     |
| 5  | Maurice Archambaud | Franciaország | + 9' 19     |
| 6  | Remo Bertoni       | Olaszország   | + 9' 46     |
| 7  | Gino Bartali       | Olaszország   | + 9' 46     |
| 8  | Ezio Cecchi        | Olaszország   | + 16' 01    |
| 9  | Augusto Introzzi   | Olaszország   | + 16' 03    |
| 10 | Ambrogio Morelli   | Olaszország   | + 17' 01    |

## Az egyes szakaszok végeredménye

### 1. szakasz
- Május 18.: Milánó–Cremona – 165 km

| # | Versenyző           | Csapat | Idő      |
| - | ------------------- | ------ | -------- |
| 1 | Vasco Bergamaschi   | MAI    | 4.30'26" |
| 2 | Domenico Piemontesi | MAI    | a.i.     |
| 3 | Adrien Buttafocchi  | HEL    | a.i.     |

### 2. szakasz
- Május 19.: Cremona–Mantova – 175 km

| # | Versenyző           | Csapat | Idő      |
| - | ------------------- | ------ | -------- |
| 1 | Domenico Piemontesi | MAI    | 4.47'24" |
| 2 | Walter Fantini      | SLO    | +4"      |
| 3 | Raffaele Di Paco    | DEI    | +1'26"   |

### 3. szakasz
- Május 20.: Mantova–Rovigo – 162 km

| # | Versenyző     | Csapat | Idő      |
| - | ------------- | ------ | -------- |
| 1 | Learco Guerra | MAI    | 4.31'43" |
| 2 | Giuseppe Olmo | BIA    | a.i.     |
| 3 | Aldo Bini     | MAI    | a.i.     |

### 4. szakasz
- Május 21.: Rovigo–Cesenatico – 140 km

| # | Versenyző        | Csapat | Idő      |
| - | ---------------- | ------ | -------- |
| 1 | Learco Guerra    | MAI    | 3.40'36" |
| 2 | Raffaele Di Paco | DEI    | a.i.     |
| 3 | Aldo Bini        | MAI    | a.i.     |

### 5. szakasz
- Május 22.: Cesena–Riccione – Egyéni időfutam – 35 km

| # | Versenyző     | Csapat | Idő    |
| - | ------------- | ------ | ------ |
| 1 | Giuseppe Olmo | BIA    | 48'47" |
| 2 | Aldo Bini     | MAI    | +1'17" |
| 3 | Learco Guerra | MAI    | +1'24" |

### 6. szakasz
- Május 23.: Riccione–Porto Civitanova – 136 km

| # | Versenyző        | Csapat | Idő      |
| - | ---------------- | ------ | -------- |
| 1 | Antonio Folco    | FRE    | 3.47'59" |
| 2 | Joseph Demuysere | BIA    | a.i.     |
| 3 | Lucien Lauk      | HEL    | a.i.     |

### 7. szakasz
- Május 24.: Porto Civitanova–L’Aquila – 171 km

| # | Versenyző        | Csapat | Idő      |
| - | ---------------- | ------ | -------- |
| 1 | Gino Bartali     | FRE    | 4.37'48" |
| 2 | Ezio Cecchi      | GLO    | +16"     |
| 3 | Ambrogio Morelli | IND    | +1'47"   |

### 8. szakasz
- Május 25.: L’Aquila–Lanciano – 146 km

| # | Versenyző        | Csapat | Idő      |
| - | ---------------- | ------ | -------- |
| 1 | Learco Guerra    | MAI    | 4.41'25" |
| 2 | Alfredo Binda    | LEG    | a.i.     |
| 3 | Karl Altenburger | FRE    | a.i.     |

### 9. szakasz
- Május 26.: Lanciano–Bari – 308 km

| # | Versenyző     | Csapat | Idő       |
| - | ------------- | ------ | --------- |
| 1 | Learco Guerra | MAI    | 11.04'05" |
| 2 | Alfredo Binda | LEG    | a.i.      |
| 3 | Giuseppe Olmo | BIA    | a.i.      |

### 10. szakasz
- Május 28.: Bari–Nápoly – 333 km

| # | Versenyző        | Csapat | Idő       |
| - | ---------------- | ------ | --------- |
| 1 | Raffaele Di Paco | DEI    | 11.37'55" |
| 2 | Giuseppe Martano | FRE    | a.i.      |
| 3 | Learco Guerra    | MAI    | a.i.      |

### 11. szakasz
- Május 30.: Nápoly–Róma – 250 km

| # | Versenyző        | Csapat | Idő      |
| - | ---------------- | ------ | -------- |
| 1 | Learco Guerra    | MAI    | 8.15'36" |
| 2 | Giuseppe Olmo    | BIA    | a.i.     |
| 3 | Armando Zucchini | IND    | a.i.     |

### 12. szakasz
- Május 31.: Róma–Firenze – 317 km

| # | Versenyző         | Csapat | Idő       |
| - | ----------------- | ------ | --------- |
| 1 | Vasco Bergamaschi | MAI    | 10.58'30" |
| 2 | Giuseppe Martano  | FRE    | a.i.      |
| 3 | Mario Cipriani    | FRE    | a.i.      |

### 13. szakasz
- Június 2.: Firenze–Montecatini Terme – 134 km

| # | Versenyző        | Csapat | Idő      |
| - | ---------------- | ------ | -------- |
| 1 | Giuseppe Olmo    | BIA    | 4.37'01" |
| 2 | Joseph Demuysere | BIA    | a.i.     |
| 3 | Alfredo Binda    | LEG    | a.i.     |

### 14. szakasz
- Június 3.: Montecatini Terme–Lucca – 99 km

| # | Versenyző      | Csapat | Idő      |
| - | -------------- | ------ | -------- |
| 1 | René Debenne   | DEI    | 2.54'45" |
| 2 | Aladino Mealli | LEG    | a.i.     |
| 3 | Giuseppe Olmo  | BIA    | a.i.     |

### 15. szakasz
- Június 3.: Lucca–Viareggio – Egyéni időfutam – 55 km

| # | Versenyző          | Csapat | Idő      |
| - | ------------------ | ------ | -------- |
| 1 | Maurice Archambaud | DEI    | 1.16'50" |
| 2 | Giuseppe Olmo      | BIA    | +1'05"   |
| 3 | Learco Guerra      | MAI    | +1'36"   |

### 16. szakasz
- Június 4.: Viareggio–Genova – 172 km

| # | Versenyző        | Csapat | Idő      |
| - | ---------------- | ------ | -------- |
| 1 | Raffaele Di Paco | DEI    | 5.29'25" |
| 2 | Giuseppe Olmo    | BIA    | a.i.     |
| 3 | Alfredo Binda    | LEG    | a.i.     |

### 17. szakasz
- Június 6.: Genova–Cuneo – 148 km

| # | Versenyző        | Csapat | Idő      |
| - | ---------------- | ------ | -------- |
| 1 | Raffaele Di Paco | DEI    | 4.25'17" |
| 2 | Learco Guerra    | MAI    | a.i.     |
| 3 | Remo Bertoni     | LEG    | a.i.     |

### 18. szakasz
- Június 7.: Cuneo–Asti – 91 km

| # | Versenyző        | Csapat | Idő      |
| - | ---------------- | ------ | -------- |
| 1 | Giuseppe Olmo    | BIA    | 2.38'49" |
| 2 | Alfredo Binda    | LEG    | a.i.     |
| 3 | Joseph Demuysere | BIA    | a.i.     |

### 19. szakasz
- Június 8.: Asti–Torino – 250 km

| # | Versenyző        | Csapat | Idő      |
| - | ---------------- | ------ | -------- |
| 1 | Raffaele Di Paco | DEI    | 8.35'58" |
| 2 | Giuseppe Martano | FRE    | a.i.     |
| 3 | Alfredo Binda    | LEG    | a.i.     |

### 20. szakasz
- Június 9.: Torino–Milánó – 290 km

| # | Versenyző        | Csapat | Idő      |
| - | ---------------- | ------ | -------- |
| 1 | Raffaele Di Paco | DEI    | 9.53'09" |
| 2 | Alfredo Binda    | LEG    | a.i.     |
| 3 | Giuseppe Martano | FRE    | a.i.     |

## A rózsaszín trikó birtokosai
| Cyclist             | Country     | Stages   |
| ------------------- | ----------- | -------- |
| Vasco Bergamaschi   | Olaszország | 1., 7–20 |
| Domenico Piemontesi | Olaszország | 2–3.     |
| Walter Fantini      | Olaszország | 4.       |
| Giuseppe Olmo       | Olaszország | 5–6.     |